# Ташлыково (Вачский район)
Ташлыково — деревня в Вачском районе Нижегородской области. Входит в состав Новосельского сельсовета. 

## География
Расположено на северо-западе района, на правом берегу реки Шерша, высота над уровнем моря 161 м. Соседние сёла: Шарапово в 0.7 км западнее, Мякишево в 1,3 км на северо-восток и Пальцино в 1 км восточнее, райцентр Вача примерно в 17 км на юго-восток.

## История
Деревня впервые упоминается в окладных книгах Рязанской епархии 1676 года в составе Козьмодемьянского прихода, в ней был 14 дворов крестьянских.
В конце XIX — начале XX века деревня входила в состав Клинской волости Муромского уезда Владимирской губернии, с 1926 году — в составе Яковцевской волости. В 1859 году в деревне числилось 25 дворов, в 1905 году — 25 дворов, в 1926 году — 31 дворов. 
С 1929 года деревня входила в состав Шараповского сельсовета Вачского района Горьковского края, с 1931 года — в составе Мякишевского сельсовета, с 1936 года — в составе Горьковской области, с 1954 года — в составе Жайского сельсовета, с 1959 года — в составе Яковцевского сельсовета, с 2009 года — в составе Новосельского сельсовета.

## Население
| 1859 | 1905 | 1926 | 1999 | 2002 | 2010 |
| ---- | ---- | ---- | ---- | ---- | ---- |
| 93   | ↗169 | ↘103 | ↘4   | ↘2   | ↗7   |